# Megalleucosma breviceps
Megalleucosma breviceps är en skalbaggsart som beskrevs av Hermann Julius Kolbe 1892. Megalleucosma breviceps ingår i släktet Megalleucosma och familjen Cetoniidae. Inga underarter finns listade i Catalogue of Life.